# Тогизкентський сільський округ
Тогизке́нтський сільський округ (каз. Тоғызкент ауылдық округі, рос. Тогызкентский сельский округ) — адміністративна одиниця у складі Сарисуського району Жамбильської області Казахстану. Адміністративний центр — село Тогизкент.
Населення — 1686 осіб (2021; 1891 у 2009, 1958 у 1999, 2313 у 1989).
Станом на 1989 рік існувала Комсомольська сільська рада (села Досбол, Майликоль, Тогускен, Ушарал). 2004 року село Досбол утворило окремий Досбольський сільський округ.

## Склад
До складу округу входять такі населені пункти:
| Населений пункт | Старі назви                            | Населення, осіб (1989) | Населення, осіб (1999) | Населення, осіб (2009) | Населення, осіб (2021) |
| --------------- | -------------------------------------- | ---------------------- | ---------------------- | ---------------------- | ---------------------- |
| Абілда, село    | Ушарал, Ферма №5 совхоза Тогускенський | 339                    | 253                    | 0                      | 97                     |
| Майликоль, село | Ферма №4 совхоза Тогускенський         | 229                    | 746                    | 436                    | 108                    |
| Тогизкент, село | Тогускен                               | 1745                   | 959                    | 1455                   | 1481                   |